# Heinz Conrads

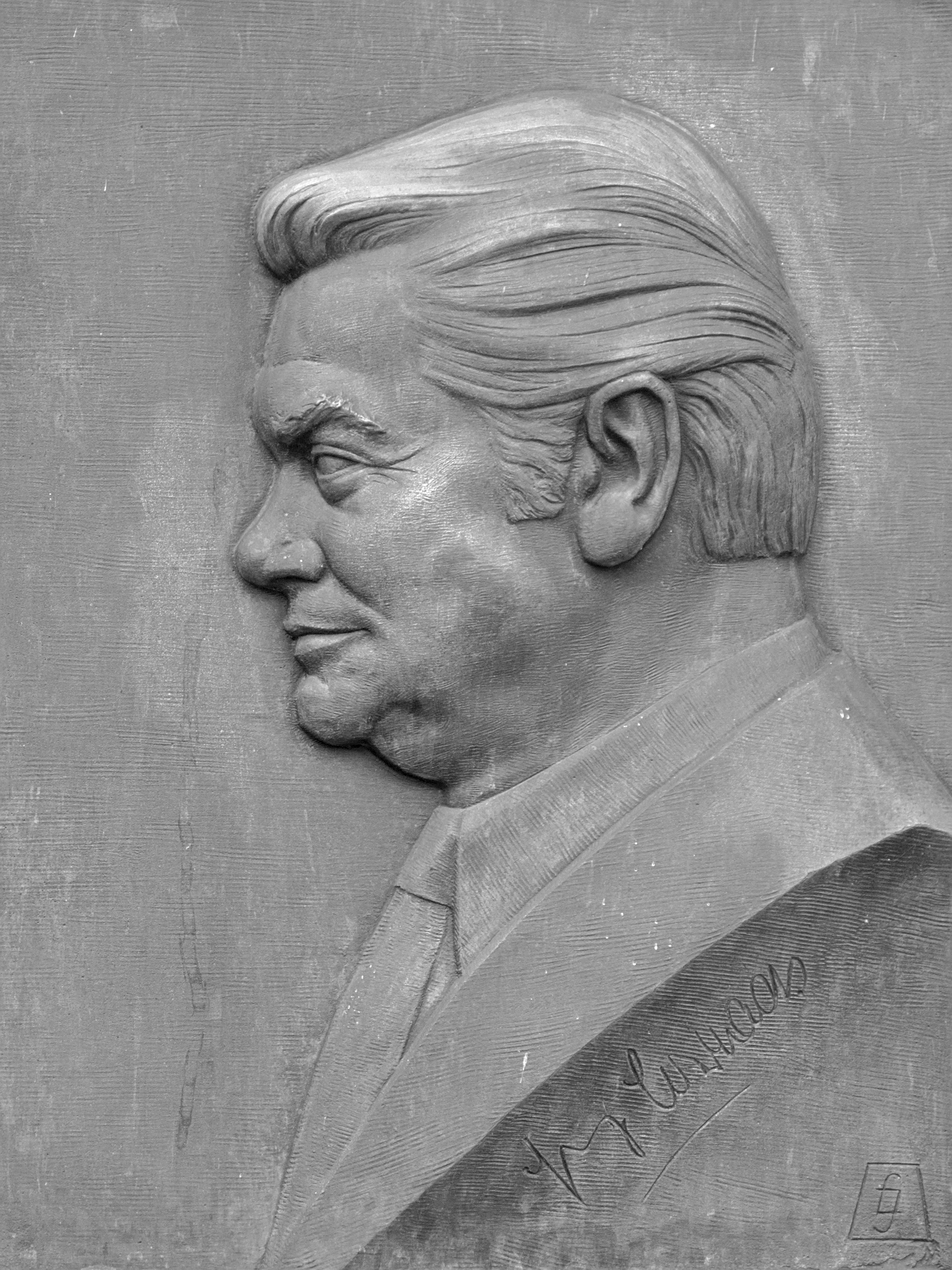
Památník Henize Conradse

Heinz Conrads (21. prosince 1913, Vídeň – 9. dubna 1986, Vídeň) byl rakouský herec, konferenciér a interpret tzv. Vídeňských písní.

## Život
Již v učení (truhlář) se angažoval jako herec v divadelním spolku. Roku 1933 se přihlásil (z důvodů špatné ekonomické situace) jako dobrovolník do rakouské armády (Bundesheer) a stal se radistou. Vedle toho pořádal a konferoval armádní akce. Během polského polního tažení v roce 1939 těžce onemocněl a na základě toho byl přeložen do Vídně. Během druhé světové války bral lekce herectví a debutoval roku 1942 ve vídeňském městském divadle. Po skončení války byl činný jako konferenciér, herec a šansoniér "barevných večerů", módních přehlídek a podobných událostí.
V letech 1945 až 1948 a 1950 až 1955 účinkoval v kabaretu Simpl. Od roku 1946 až do své smrti moderoval pro ORF v rozhlase nejprve pořad Was machen wir am Sonntag, wenn es schön ist?, poté Was gibt es Neues hier in Wien?, následované celorepublikovým následníkem Was gibt es Neues?. Díky této pravidelné každotýdenní revue na nedělní dopoledne se stal národním symbolem rakouského rozhlasového vysílání v dobách hospodářského zázraku. Mnoho let byl v tomto pořadu doprovázen klavíristy Norbert Pawlicki, Carl de Groof nebo Gustav Zelibor.
V televizi vystupoval dlouhá léta v sobotu večer v pořadu Guten Abend am Samstag (poprvé roku 1957 pod názvem Was sieht man Neues). K typickým znakům pořadu patřil jeho skoro vždy použitý pozdrav „Küss' die Hand die Damen, guten Abend die Herren, grüß' Euch die Madln, servas die Buam!“ následovaný dotazem na zdraví diváků s přáním zlepšení, pokud ho někdo potřeboval.
Do půlhodinového vysílání, které se stalo institucí, si pravidelně zval mladé umělce vážné i populární hudby, pro které to mnohdy byl odrazový můstek jejich kariéry. Vyznával klasický styl konferování, spojoval hudební vystoupení, krátké rozhovory, velké hvězdy i nadějné talenty. I on sám v pořadu zpíval, obvykle ve stylu tradičních vídeňských písní. Koncept pořadu byl často použit i pro vícehodinová vysílání, rozšířené o humorné hrané scénky apod., např. pro silvestrovská vysílání. V takových pořadech účinkovali i mnohé tuzemské a zahraniční hvězdy. Po jeho smrti byl pořad ještě jeden rok vysílán s Peterem Fröhlichem.
Od roku 1953 hrál ve filmech a účinkoval v divadle Theater in der Josefstadt. Od roku 1973 hrál ve vídeňské Lidové opeře roli "Frosche" v operetě "Netopýr". Ve stejném roce mu byl propůjčen titul "Professor".
Byl také nadšeným interpretem, především vídeňských písní, skladatelem a textařem, čehož je důkazem např. píseň "Als meine Tochter Klavierspielen lernte". Písně jako "Der Wurschtl", "Das Schneeflockerl und das Ruaßflankerl", "A schräge Wiesn am Donaukanal", "Der Schuster Pokerl", "Bitt‘ Sie, Herr Friseur", "Stellt‘s meine Roß‘ in Stall", nebo "Wenn im Leb‘n amal Halbzeit is‘" a "Suachst an Zwiefel, find‘st an Knofel" (dvě poslední od Josefa "Pepi" Kaderky) se staly díky jeho originální interpretaci nesmrtelnými.
Je pohřben na hřbitově Hietzing.
Roku 2004 byl uveden na seznamu 50 nejvýznamnějších Rakušanů posledních 50 let v čtenářské anketě deníku Kurier

## Filmografie (výběr)
- Frühling auf dem Eis, 1950, režie: Georg Jacoby, hrají Eva Pawlik, Hans Holt, Oskar Sima, Albin Skoda
- Der Feldherrnhügel, 1953, režie: Ernst Marischka, hrají Annemarie Düringer, Adrienne Gessner, Loni Heuser, Hans Holt, Paul Hörbiger, Fritz Imhoff, Fred Liewehr, Wolfgang Lukschy, Alfred Neugebauer, Susi Nicoletti, Ernst Waldbrunn
- Einmal keine Sorgen haben (Einen Jux will er sich machen), 1953, hrají Walter Müller, Hans Moser, Nadja Tillerová, Helmut Qualtinger
- Sonnenschein und Wolkenbruch, 1955, hrají Hans Holt, Loni Heuser, Helmut Qualtinger
- Hudba pro císaře, 1955, režie: Ernst Marischka, hrají Romy Schneider, Magda Schneider, Susi Nicoletti, Adrienne Gessner, Hans Moser, Paul Hörbiger, Gunther Philipp, Josef Meinrad
- Vier Mädels aus der Wachau, 1957, režie: Franz Antel, hrají Isa Günther, Jutta Günther, Alice Kessler, Ellen Kessler, Michael Cramer, Oskar Sima, Jane Tilden
- Hoch klingt der Radetzkymarsch, 1958, režie: Géza von Bolváry, hrají Boy Gobert, Paul Hörbiger, Gustav Knuth, Lotte Lang, Winnie Markus, Johanna Matz, Walter Müller, Susi Nicoletti, Walther Reyer, Alma Seidler, Oskar Sima, Ernst Waldbrunn
- Wiener Luft, 1958, hrají Michael Heltau, Peter Weck
- Ich bin kein Casanova, 1959, hrají Peter Alexander, Ernst Waldbrunn, Oskar Sima
- Wiener Schnitzel, 1967, hrají Paul Löwinger, Gunther Philipp, Fritz Muliar, Else Rambausek, Cissy Kraner

## Diskografie (výběr)
- 1994 CD Heinz Conrads singt die beliebtesten Wienerlieder, Polygram Wien.